# 다이애나 에그론
다이애나 에이그론(Dianna Agron, 영어 발음: /ˈeɪɡrɒn/, 1986년 4월 30일 ~ )은 미국의 배우, 가수, 무용가이다. 드라마 《글리》(2009-15)의 퀸 페브레이 역으로 전 세계에 이름을 알렸다.

## 출연 작품

### 영화
- 더 로맨틱 (2010)
- 버레스크 (2010)
- 아이 엠 넘버 포 (2011)
- 위험한 패밀리 (2013) - 벨 블레이크 역
- 유니티 (2015) - 해설 (다큐멘터리)
- 수녀 수련 기간 (2017)
- 주먹왕 랄프 2: 인터넷 속으로 (2018) - 뉴스 앵커 역 (애니메이션)
- 베를린, 아이 러브 유 (2019, Berlin, I Love You)
- 컨스피러시 (2019)
- 시바 베이비 (2020)
- 더 라리어트 (2021)

### 텔레비전
- 히어로즈 (2007)
- 글리 (2009-15) - 퀸 페브레이 역

## 같이 보기
- GQ
- 74억분의 1의 너에게